# Lampanyctus intricarius
Lampanyctus intricarius és una espècie de peix de la família dels mictòfids i de l'ordre dels mictofiformes.

## Morfologia
- Els mascles poden assolir 20 cm de longitud total.[4][5]

## Alimentació
Menja zooplàncton.

## Hàbitat
És un peix marí i d'aigües profundes que viu entre 40-750 m de fondària.

## Distribució geogràfica
Es troba a l'Atlàntic., l'Índic i el Pacífic